# Das zehnte Opfer
Das zehnte Opfer ist ein italienisch-französischer Science-Fiction-Film aus dem Jahr 1965 von Elio Petri mit Marcello Mastroianni und Ursula Andress in den Hauptrollen. Das Drehbuch basiert auf der 1953 veröffentlichten Erzählung The Seventh Victim (deutsch: Das siebente Opfer) von Robert Sheckley.

## Handlung
Um die menschliche Aggression zu kontrollieren und wirtschaftlich auszunutzen, haben im 21. Jahrhundert Regierungen und Unternehmen eine weltweite Spielshow entwickelt. „Die große Jagd“ verspricht dem Gewinner Reichtum und Ehre. Von einem Computer zufällig ausgewählte Mitspieler werden abwechselnd zu Jägern und Opfern. Die Jäger verfolgen ihre Opfer rund um die Welt, um sie zu töten und in die nächste Runde einzuziehen. Die Opfer dürfen ihrerseits die Jäger töten. Das Ziel ist, zehn Runden zu überleben – fünf als Jäger, fünf als Opfer. Caroline Meredith hat gerade ihre neunte Runde überstanden: Sie hat als Opfer ihren Jäger in einem New Yorker Masochistenklub getötet. Das Opfer in ihrer zehnten Runde, dessen Tötung ihr Wohlstand und Ruhm bringen soll, ist Marcello Poiletti. Poiletti hat selbst sechs Runden überlebt; gerade hat er als Jäger ein Opfer umgebracht. Er nimmt an dem Spiel teil, um die teure Trennung von seiner Frau Lidia bezahlen zu können.
In Rom erwartet Marcello den ihm unbekannten Attentäter. Caroline verabredet mit einem Fernsehteam eine Übertragung ihres zehnten Mordes, der als Teil einer Werbesendung ausgestrahlt werden soll. Sie gibt sich als Reporterin aus, die über die sexuellen Interessen europäischer Männer schreiben will, und verabredet mit Marcello ein Treffen am Tempel der Venus. Marcello ist skeptisch und hegt den Verdacht, dass Caroline die Attentäterin ist. Er plant ihren Tod: Er will sie von einem Krokodil fressen lassen. Ein von ihm informiertes Fernsehteam soll dies aufnehmen.
Caroline fühlt sich sicher und folgt Marcello an den Strand. Sie kann ihn von ihren vorgetäuschten Absichten überzeugen. Er beginnt, von ihr fasziniert zu sein. Am Strand setzt Caroline ihn unter Drogen und schafft ihn am nächsten Morgen zurück zum Tempel. Vor laufender Kamera schießt sie auf ihn. Doch Marcello überlebt, da er ihr seine Waffe untergeschoben hat, die mit Platzpatronen geladen ist. Mit einer anderen Waffe will er sich rächen, doch Caroline ist mit einer kugelsicheren Weste geschützt. Ihre Erlebnisse haben die beiden zusammengebracht. Sie steigen irrtümlich in ein spezielles Flugzeug, in dem man heiraten kann, und werden mit vorgehaltener Pistole zur Hochzeit gezwungen. Nach der Zeremonie feuert der Pilot die Waffe ab, doch es bleibt unklar, wer von den beiden Frischvermählten nun das „zehnte Opfer“ ist.

## Kritik
Das Lexikon des internationalen Films beschreibt den Film als „abstruse Science-Fiction-Komödie, die zwischen Satire und Actionkino schwankt. Gesellschaftskritische Ansätze treten in den Hintergrund zugunsten spektakulärer Spannungseffekte.“
Die Filmzeitschrift Cinema urteilte: „fetischhafte Mordmethoden, elegant-kühle Kulissen, böser Humor: Die Satire von Elio Petri […] wirkt nach fast 50 Jahren noch cool und bissig. "The Purge" in Witzig: treff- und stilsicher!.“
Der Evangelische Film-Beobachter entdeckte an dem Film auch ein paar positive Aspekte: „Der mit einigem Aufwand an Intelligenz und Phantasie hergestellte Streifen gibt eine Zustandsschilderung, in der das Christentum in sein Gegenteil verkehrt wird, als Thema einer eineinhalbstündigen Unterhaltung aus. Darum nur mit Vorbehalten möglich.“
Bei Rotten Tomatoes wird der Film aufgrund von zehn Rezensionen mit 80 % bewertet, wobei die durchschnittliche Bewertung bei 7,4/10 liegt.

## Hintergrund
Die Uraufführung fand am 1. Dezember 1965 in Italien statt. In Deutschland erschien der Film erstmals am 5. August 1966, früher als in Frankreich. Dort wurde der Film erst ab dem 10. Februar 1967 gezeigt.
Drehorte waren New York, Genf, Vatikanstadt und Rom, hier besonders der Flughafen Fiumicino, Ostia, die Piazza Navona und das Kolosseum.
Der Filmeditor Ruggero Mastroianni ist der jüngere Bruder des Hauptdarstellers Marcello Mastroianni.
Das Lied „Spiral Waltz“, komponiert von Piero Piccioni (Melodie) und Sergio Bardotti (Text), wird von Mina vorgetragen.

## Trivia
- Poiletti wohnt in der Fellinistraße 8½, eine Anspielung auf den italienischen Regisseur Federico Fellini und dessen gleichnamigen Film.